# 22 Short Films About Springfield
"22 Short Films About Springfield" (no Brasil, "22 Curtas sobre Springfield") é o 21.º episódio da sétima temporada de Os Simpsons. Foi ao ar pela primeira vez na Fox Broadcasting Company nos Estados Unidos em 14 de abril de 1996, escrito por Richard Appel, David S. Cohen, Jonathan Collier, Jennifer Crittenden, Greg Daniels, Brent Forrester, Dan Greaney, Rachel Pulido, Steve Tompkins, Josh Weinstein, Bill Oakley e Matt Groening, com a escrita sendo supervisionada por Daniels. O episódio foi dirigido por Jim Reardon. O convidado Phil Hartman estrelou como Lionel Hutz e o presidente do conselho do hospital.
O episódio descreve breves incidentes vividos por residentes de Springfield em uma série de histórias interconectadas que acontecem ao longo de um único dia. O conceito do episódio originou-se do segmento final do episódio da quarta temporada "The Front", e serve como uma paródia vagamente baseada em Pulp Fiction, que deu à equipe a ideia de um possível spin-off de Os Simpsons. O título é uma referência ao filme Thirty Two Short Films About Glenn Gould.
O episódio teve recepção positiva dos críticos, que o consideraram um dos melhores episódios da série. Na segunda metade da década de 2010, o segmento "Skinner & The Superintendent" do episódio se tornou um popular meme da Internet, conhecido como "Steamed Hams".

### "Steamed Hams"

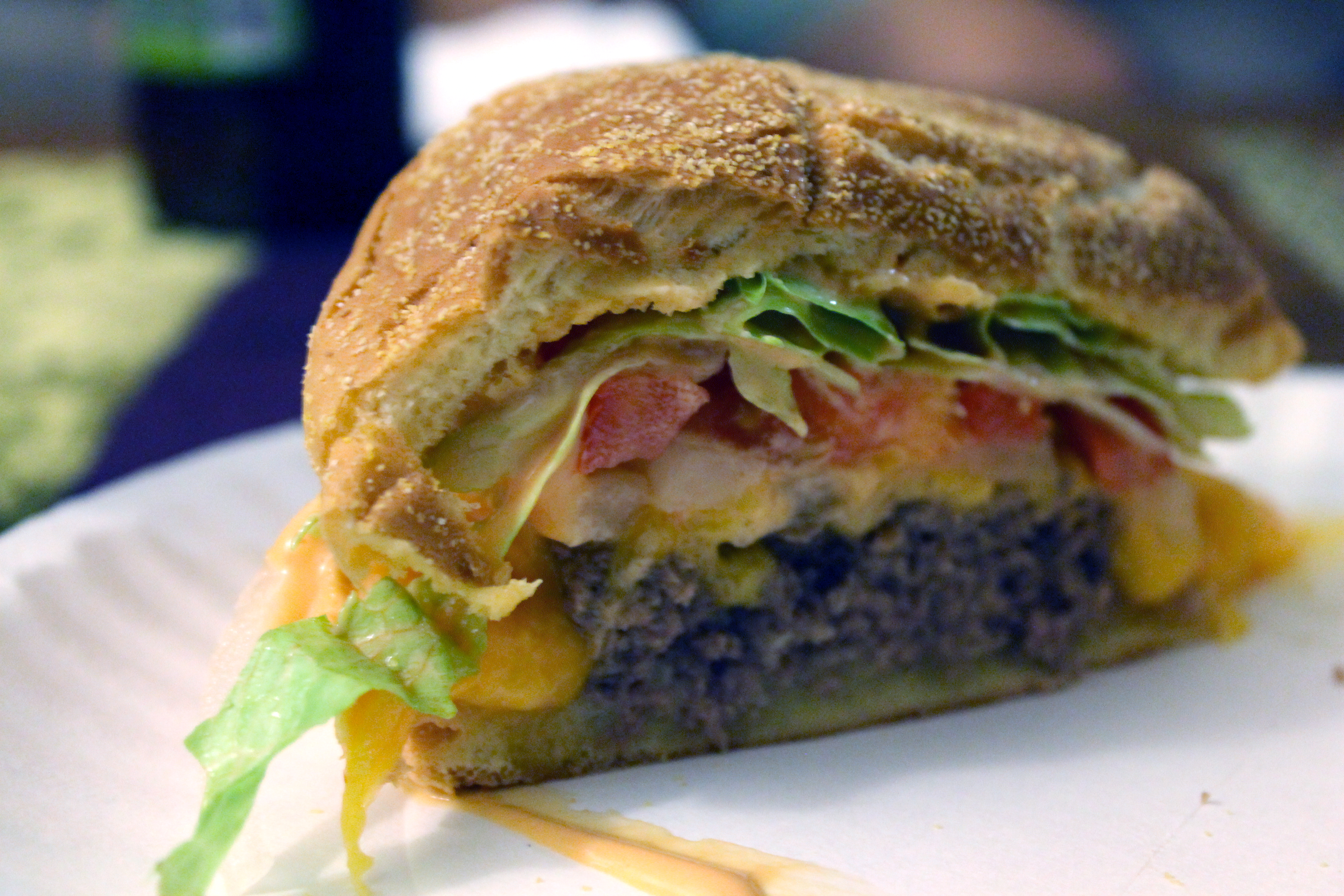
Um hambúrguer cozido no vapor, cortado ao meio

## Enredo
O episódio é uma série de curtas que mostram a vida diária em Springfield depois que Bart se pergunta se coisas interessantes acontecem aos cidadãos da cidade.
1. Bart e Milhouse esguicham condimentos de um viaduto sobre carros e depois vão para o Kwik-E-Mart.
2. Apu fecha o Kwik-E-Mart por cinco minutos para participar de uma festa na casa de Sanjay, prendendo Moleman na loja.
3. Bart, sem saber, joga chiclete no cabelo de Lisa e Marge tenta remover a goma colocando manteiga de amendoim e maionese em seu cabelo.
4. O cabelo de Lisa atrai um enxame de abelhas, uma das quais voa para longe.
5. Enquanto andava de bicicleta com Mr. Burns, Smithers sofre uma reação alérgica à picada de abelha e vai ao hospital, mas os atendentes só admitem Burns.
6. Dr. Nick é criticado pela diretoria do hospital por seus procedimentos médicos não ortodoxos, apenas para tratar Abe com uma tomada elétrica, salvando sua carreira.
7. Moe é roubado por Snake depois que Barney dá a ele dois mil dólares para pagar uma parte de sua conta de 14 bilhões.
8. Enquanto recebe o Superintendente Chalmers para o almoço, o Principal Skinner queima seu assado e blefa durante a refeição.
9. Homer acidentalmente prende Maggie em uma caixa de jornal.
10. O Chefe Wiggum, Lou e Eddie comparam McDonald's e Krusty Burger.
11. Bumblebee Man chega em casa após um dia horrível de trabalho e sua casa é destruída, fazendo com que sua esposa o deixe.
12. Snake atropela Wiggum, e sua luta termina com Herman capturando-os sob a mira de uma arma em sua loja.
13. Reverendo Lovejoy incentiva seu animal de estimação Old English Sheepdog a usar o gramado de Ned Flanders como banheiro.
14. Vários moradores da cidade aconselham Marge e Lisa como remover a goma presa no cabelo de Lisa.
15. Cletus oferece a Brandine alguns sapatos que ele encontrou em uma linha telefônica.
16. Milhouse tenta usar o banheiro no Android's Dungeon do Comic Book Guy, mas é forçado a deixar a loja antes de poder usá-lo.
17. Milhouse vai com seu pai usar o banheiro da loja de Herman e acidentalmente nocauteia Herman com um mangual, salvando seu pai, Snake e Wiggum.
18. Jake, o barbeiro, corta o chiclete do cabelo de Lisa, deixando-a com um penteado diferente.
19. Nelson ri de um homem extremamente alto em um carro pequeno, que então humilha Nelson publicamente para lhe ensinar uma lição.
20. Bart e Milhouse esguicham ketchup e mostarda em Nelson do viaduto e concluem que, afinal, a vida na cidade deles é interessante.
21. O professor Frink tenta contar sua história, mas é interrompido pelos créditos finais.

## Produção
A ideia principal do episódio veio do episódio da quarta temporada "The Front", que continha uma curta sequência intitulada The Adventures of Ned Flanders, apresentando seu próprio cartão de título e música tema, em sua conclusão. A cena não tem relevância para a trama principal do episódio e foi projetada apenas como filler para acomodar o curto tempo de execução do episódio. A equipe adorou o conceito e tentou encaixar cenas semelhantes em outros episódios, mas nenhum foi curto o suficiente para exigir um. Os showrunners Bill Oakley e Josh Weinstein decidiram fazer um episódio inteiro de cenas curtas relacionadas envolvendo muitos dos personagens da série, em um estilo semelhante ao de Quentin Tarantino em Pulp Fiction. O título "22 Short Films About Springfield" foi decidido desde o início da produção do episódio, mesmo que não haja realmente vinte e duas histórias nele. Originalmente, havia mais cenas, mas várias delas tiveram que ser retiradas devido ao tempo. Para decidir quem escreveria cada um dos segmentos, todos os escritores escolheram seus três principais personagens favoritos e os colocaram em um chapéu; os nomes foram sorteados e os escritores receberam suas partes. Oakley escreveu a história com o Superintendente Chalmers, Weinstein fez a cena com o Comic Book Guy e Milhouse, David Cohen fez o esboço da cena do Reverendo Lovejoy, bem como deletou uma cena do Krusty. Brent Forrester escreveu a cena do Krusty Burger, enquanto Rachel Pulido escreveu a do Bumblebee Man. Richard Appel escreveu um "segmento de fantasia elaborado" em torno de Marge; a cena foi deletada, restando no episódio uma parte onde ela limpa a pia durante a primeira cena da Lisa, e também fez uma cena com Lionel Hutz, também deletada.
O primeiro rascunho do episódio tinha 65 páginas e precisava ser reduzido para apenas 42, então várias cenas foram cortadas por tempo ou porque não se encaixaram na dinâmica geral do episódio. Para resolver esse problema, uma cena antes do intervalo do segundo ato, em que os habitantes da cidade vão à casa dos Simpsons para aconselhar sobre como Lisa pode tirar o chiclete do cabelo, foi criada para incluir todos os personagens que não apareceram em nenhum outro lugar durante o curso do episódio. Weinstein e o supervisor de redação Greg Daniels foram responsáveis por ordenar e unir os episódios, e o diretor Jim Reardon teve o desafio de unir cada seção de uma forma que não fizesse a mudança parecer abrupta. Aqueles que eram difíceis de vincular foram colocados antes ou depois de um intervalo de atuação ou receberam uma música tema; uma das quais foi cortada da história de Apu, mas foi incluída como uma cena excluída no DVD The Complete Seventh Season.
Bill Oakley escreveu a cena de Chalmers porque ele é seu personagem favorito de todos os tempos da série. A principal razão pela qual ele o amava era que, até Frank Grimes ser criado para o episódio da oitava temporada "Homer's Enemy", Chalmers era o único personagem que "parecia operar no universo humano normal". Nos episódios anteriores, as cenas de Skinner e Chalmers juntos giravam em torno de uma piada: Skinner conta a Chalmers uma mentira inacreditável, mas Chalmers acredita nele mesmo assim. Portanto, a cena deles neste episódio é composta de uma sequência de treze mentiras interligadas. O diálogo entre ele e Skinner foi algo que nunca tinha sido feito antes, pois é apenas uma longa conversa descontraída sem nada de importante sendo dito. A ideia por trás da cena era zombar do tropo de sitcom clássico de levar o chefe para jantar em casa, o chefe duvidando das mentiras de seu funcionário e, no final das contas, acreditando nelas. Oakley escreveu toda a cena em uma tarde e o produto final se parece quase exatamente com seu primeiro rascunho. O artista de layout Sarge Morton recebeu a tarefa de fazer o storyboard de toda a cena, já que ele tinha uma afinidade por cenas com Skinner e Chalmers.
Na história do Mr. Burns, cada palavra que ele grita para Smithers é real e usada corretamente. Para manter a precisão, os escritores usaram um dicionário de sinônimos de gírias do século 19 para pesquisar palavras. Muitas das palavras espanholas usadas no segmento de Bumblebee Man são cognatos de fácil compreensão do inglês e não do espanhol exato; isso foi feito deliberadamente para que os não falantes de espanhol pudessem entender o diálogo sem legendas. O homem muito alto era uma caricatura do escritor Ian Maxtone-Graham, e a multidão na rua que ri de Nelson inclui caricaturas de Matt Groening, Bill Oakley e Josh Weinstein. Oakley escreveu no roteiro que a rua estava cheia dos maiores idiotas de Springfield e então os animadores trouxeram ele, Weinstein e Groening para a cena.